# Ilo Mitkë Qafëzëzi
Ilo Mitkë Qafëzëzi (ur. 5 listopada 1889 w Korczy, zm. 19 kwietnia 1964) – albański nauczyciel, historyk, tłumacz, redaktor naczelny gazety Shqipëria e Re w Bukareszcie. Część jego publikacji jest przechowywana w albańskim archiwum państwowym. Był uważany za najważniejszego przedwojennego albańskiego biografa.

## Życiorys
W wieku 13 lat przeniósł się z Korczy do Rumunii. W 1906 roku wrócił do Korczy, jednak po trzech latach wyjechał do Stanów Zjednoczonych, gdzie pracował w przemyśle obuwniczym w okolicach Bostonu. W 1924 roku wrócił do Korczy, gdzie został nauczycielem, a następnie dyrektorem wołoskiej szkoły.
Po II wojnie światowej albański reżim komunistyczny skonfiskował 30 jego rękopisów.

## Wybrane publikacje[1]
- Dhaskal Gjoka apo shkolla Korçare e Qëmotshme
- Historinë e Ali Pashë Tepelenës
- Historinë e Napoleon Bonapartit
- Leka i Madh
- Marrëdhëniet midis Voskopojës, Korçës, Venetikut etj.
- Monografia për Teodor Kavaliotin, Zhavën
- Një bibliografi të arkivës personale të Themistokli Gërmenjit
- Një histori e pedagogjisë dhe kulturës në Shqipëri, 1621 – 1902
- Qysh u gjen Amerika
- Rrësku arbëror